# Даріо Мельняк
Даріо Мельняк (хорв. Dario Melnjak, нар. 31 жовтня 1992, Вараждин, Хорватія) — хорватський футболіст, фланговий захисник клубу «Хайдук».

## Ігрова кар'єра

### Клубна
Даріо Мельняк є вихованцем клубу «Вартекс» зі свого рідного міста Вараждин. Пізніше він продовжив навчання у клубній школі «Неделянеца». Першим професійним клубом для Мельняка став клуб Другого дивізіону «Зеліна». А перед початком сезону 2013/14 футболіст приєднався до клубу Прва ХНЛ «Славен Белупо». У липні 2013 року футболіст провів свою першу гру у вищому дивізіоні чемпіонату країни.
У лютому 2015 року Мельняк підписав контракт з бельгійським «Локереном». Але стати повноцінним гравцем основи в Бельгії захисник так і не зумів. І змушений був відправлятися в оренду. Спочатку це був азербайджанський «Нефтчі». Саме у складі бакинського клубу влітку 2016 року Даріо дебютував у єврокубках - у кваліфай раунді Ліги Європи. Наступного року Мельняк на правах оренди повернувся до «Славен Белупо».
Після закінчення контракту з «Локереном» Мельняк як вільний агент перейшов до словенського «Домжале». Взимку 2019 року футболіст перейшов до турецького «Чайкур Різеспор», де провів три сезони. У веренсі 2021 року Мельняк повернувся до Хорватії і підписав однорічний контракт з «Хайдуком». Та вже на початку 2022 року клуб і футболіст уклали новий договір, розрахований до літа 2024 року. Разом з «Хайдуком» Мельняк двічі вигравав Кубок Хорватії. При чому в обох фіналах він відзначався забитими голами.

### Збірна
У червні 2019 року у товариському матчі проти команди Тунісу Даріо Мельняк дебютував у національній збірній Хорватії.

## Титули
Хайдук
 Переможець Кубка Хорватії (2): 2021/22, 2022/23